# Louis Massignon
Louis Massignon (França, 25 de julho de 1883 - 31 de outubro de 1962) foi um influente estudioso católico do Islã e um pioneiro do entendimento espiritual e teológico entre Islã e Catolicismo. Foi um autor de destaque dentro do campo de estudos islâmicos e um dos principais islamólogos e especialistas no sufismo (a mística muçulmana) do século XX. Ele se concentrou no estudo da vida e da mensagem do místico e mártir sufi Al-Halaj, sobre quem escreveu um clássico da islamologia.
Ao final da vida, voltou-se também para o trabalho de Mahatma Gandhi, a quem considerava um santo. Ele também foi influente, entre os católicos, para que o Islamismo fosse visto como uma autêntica fé abrahâmica Alguns estudiosos sustentam que sua pesquisa, estima pelo islamismo e os muçulmanos e o cultivo de estudantes-chave em estudos islâmicos prepararam o caminho para uma visão mais profunda e positiva do Islã. Mesmo sendo um católico devoto, tendo sido inclusive ordenado sacerdote na igreja melquita (cujos ritos são conduzidos em língua árabe), Massignon buscou compreender o Islã de dentro e, portanto, teve uma grande influência sobre a maneira como o Islã foi visto no Ocidente; entre outras coisas, abriu o caminho para uma maior abertura do Catolicismo para o Islã.